# May Leggett Abel
May Elizabeth Leggett Abel (* 5. Juni 1867 in Waterford, Michigan, Vereinigte Staaten; † 26. August 1952 in Pontiac, Michigan, Vereinigte Staaten) war eine US-amerikanische Violinistin und Musikpädagogin.

## Leben
May Leggett Abels Vater war ein Nachfahre von Thomas Leggett aus New York. Ihre Eltern waren Mortimer Allen Leggett und seine Ehefrau Jenny M. Whitehead. May Leggett Abel erhielt ihre Ausbildung seit 1880 gemeinsam mit ihrem Bruder William am Detroit Conservatory of Music beim Geiger Conrad Ambrose Hoffman (1839–1916). Ende der 1880er trat sie als Violinsolistin in Detroit in Erscheinung und begann, selbst am Detroit Conservatory of Music zu unterrichten. Im September 1892 verließ sie Detroit und ging mit ihrem Bruder William H. Leggett nach Paris. Dort studierte sie am Pariser Konservatorium bei Charles Dancla und Eugene Brenne. Nach zweijährigem Aufenthalt kehrte sie 1894 nach Detroit zurück.
Hier war sie als Solistin präsent im Musikleben Detroits, unterrichtete als Violinlehrerin, wurde Mitglied des Lehrkörpers des Detroit Conservatory of Music und später des Michigan Conservatory of Music. Daneben betrieb sie ein privates Violinstudio. Im Februar 1895 heiratete sie den Cellisten Frederic Lawrence Abel. Mit ihm hatte sie eine gemeinsame Tochter Genevieve Leggett Abel, die 1897 im Alter von 3 Tagen starb. Im Oktober 1909 schloss sie sich als Violinsolistin der Mozart-Concert-Company für eine dreiwöchige Konzerttournee an.  Zusammen mit ihrem Mann betrieb sie als Konzertveranstalterin die May-Legett-Abel-Gran-Concert-Company. Einer ihrer Schüler, das dreizehnjährige Wunderkind Jacques Margolis, gewann 1913 im Alter von 13 Jahren den Grand Prix des Royal Conservatoire de Musique in Brüssel. Am 7. September 1914 gründete sie mit ihrem Gatten dem Cellisten Frederic L. Abel eine Violinschule in Detroit. Sie unterrichteten Violine, Viola, Violoncello, Harmonielehre, Musikgeschichte, Musiktheorie und Musikanalyse. Es folgten Ensembleklassen und ein Orchester. Außer dem Ehepaar Abel unterrichteten zu Beginn fünf weitere  Musiklehrer. 1924 formierte sie das May-Leggett-Abel-String-Quartett. Sie selbst fungierte als Erste Violine, ihre Schülerin Lorraine Merryweather als Zweite Violine, Juanita Lorgion Berry als Bratschistin und Jeanette Frazer am Violoncello. Sie spielten auch Konzerte, die im Rundfunk übertragen wurden, so am 12. März 1924 im Programm Tuesday Musicale beim Rundfunksender WCX. 1929 stellte sie ein Women’s Symphony Orchestra zusammen, das damals einzige Frauenorchester in Michigan. 1931 wurde die May-Leggett-Abel-Violin School in das Conservatory of Music Detroit eingegliedert und May Leggett Abel übernahm die Leitung der Abteilung für Streichinstrumente. Noch 1947 unterrichtete sie eine Violinklasse am Conservatory of Music in Detroit.

## Werke (Auswahl)
- May Leggett Abel schrieb 1945 die Biografie ihres Mannes Frederic L. Abel: The story of Frederic L. Abel, the musician, the soldier. OCLC 21085853

## Bekannte Schüler
- Eugene Csircsu († 2011), Konzertviolinist und Dirigent
- Della Haggerty, Geigerin, Direktorin des New York Conservatory of Music
- Romine Hamilton, Violinprofessor und Leiter der Violinfakultät an der Ohio Wesleyan University in Delaware[21]
- Jacques Margolis, Wunderkind als Geiger, gewann 1913 im Alter von 13 Jahren den Grand Prix des Royal Conservatoire de Musique in Brüssel[13][22]
- Meyer Shapiro, Konzertmeister des Toledo Symphony Orchestra und Violist im Detroit Symphony Orchestra
- Henry Siegl (1911–1997), Konzertviolinist und Konzertmeister des Rio Symphony Orchestra und des Seattle Symphony Orchestra
- Armen Turadian († 2011), Konzertviolinist und Konzertmeister des San Bernardino Symphony Orchestra